# البهجة الموعودة (رواية)
البهجة الموعودة (بالإنجليزية: The Promise of Joy )‏ وهي رواية من الأدب السياسي للكاتب الأمريكي ألن دروري نشرت في عام 1975. 
وهي سادس روايات سلسلة «المشورة والموافقة» التي فاز الكاتب بسبب أولى رواياتها التي تحمل نفس الاسم على جائزة بوليتزر للأدب في عام 1960.

## القصة
يقتل المرشح للرئاسة تيد جيسون، وينتخت نوكس رئيسا. ويستمر نوكس في دعم المتمردين المنشقين على الاتحاد السوفيتي في بنما، ودعم الدولة الخيالية غوروتولاند، رغم تنامي الضعط من المجتمع الدولي، الذي تتراجع فيه الولايات المتحدة. وتخوص الصين وروسيا حربا ضد بعضهما. وتؤدي الحرب إلى اندلاع الثورات في كلا البلدين، وتطلب الحكومات الجديدة من الولايات المتحدة التوسط لإقرار السلام. لكن سرعان ما تتخذ الحكومات الجديد طريق العداء من جديد. ويعد الرئيس نوكس بالتدخل في الصراع الصيني الروسي لكنه يخفي نيته إلى أي جانب سينحاز.